# Genesis (2025)
Genesis (2025) – gala wrestlingu organizowana przez amerykańską federację Total Nonstop Action Wrestling (TNA), która była nadawana na żywo w systemie pay-per-view i za pośrednictwem platform TNA+ oraz Triller TV. Odbyła się 19 stycznia 2025 w Curtis Culwell Center w Garland w stanie Teksas. Była to trzynasta gala z cyklu Genesis, a zarazem pierwsze per-per-view TNA w 2025. W wydarzeniu wzięli również udział wrestlerzy z brandu NXT WWE.
Na gali odbyło się dziesięć walk, w tym dwie w pre-show Countdown to Genesis. W walce wieczoru, Joe Hendry pokonał Nica Nemetha zdobywając TNA World Championship. W innych ważnych walkach, Tessa Blanchard pokonała Jordynne Grace, a Mike Santana pokonał Josha Alexandera w "I Quit" matchu. Wydarzenie to było godne uwagi ze względu na pojawienie się wrestlerów NXT Ashante „Thee” Adonisa, Nathana Frazera, Axioma i Cory Jade.

## Tło
26 października 2024 na Bound for Glory, Santino Marella ogłosił, że Genesis odbędzie się 19 stycznia 2025 w Curtis Culwell Center w Garland w stanie Teksas.
16 stycznia 2025 roku TNA ogłosiło, że NXT weźmie udział w Genesis pay-per-view w ramach oficjalnego partnerstwa między WWE i TNA.

## Rywalizacje
Genesis oferowało walki wrestlingu z udziałem różnych zawodników na podstawie przygotowanych wcześniej scenariuszy i rywalizacji, które są realizowane podczas cotygodniowych odcinków programu Impact!. Wrestlerzy odgrywają role pozytywnych (face) lub negatywnych bohaterów (heel), którzy rywalizują pomiędzy sobą w seriach walk mających budować napięcie.

### Pojedynek o TNA World Championship
Na Bound for Glory, Nic Nemeth obronił TNA World Championship nad Joe Hendrym po interwencji Johna Layfielda. Od tamtej pory Hendry obiecał sobie, że powróci do walki o tytuł mistrza świata, choć jego relacje z Nemethem były jeszcze bardziej napięte z powodu nieporozumień. Dwa miesiące później na Final Resolution Hendry pokonał Josha Alexandera, Mike’a Santanę i Steve’a Maclina w four-way matchu, zdobywając walkę o TNA World Championship na Genesis. Później tej samej nocy Nemeth obronił tytuł nad A.J. Francisem, co oficjalnie potwierdziło rewanż pomiędzy nim a Hendrym na Genesis.

### Pojedynek o TNA X Division Championship
Na odcinku Impact z 2 stycznia 2025 roku, Po tym, jak Ace Austin pokonał Kushidę, Austin przemówił do tłumu i podziękował za wsparcie dla swojego partnera tag teamowego Chrisa Beya, który doznał autentycznej kontuzji szyi na tapingach Impact! z 27 października. Austin ogłosił następnie zamiar rzucenia wyzwania o TNA World Championship po tym, jak został zachęcony przez Beya, co zwróciło uwagę TNA X Division Championa Moose’a. Moose twierdził, że Austin powinien rzucić mu wyzwanie o "najwyższy tytuł" w TNA, jak to widział, i taki, który Austin posiadał wcześniej. Moose kontynuował drażnienie Austina, gdy ten miał poruszyć temat Beya, na co wściekły Austin zażądał walki o tytuł. Następnie pojawił się Dyrektor of Authority TNA Santino Marella, który odstąpił od żądania Austina, ale ogłosił, że Austin zamiast tego rzuci wyzwanie Moose’owi o X Division Championship na Genesis. Jednak w następnym tygodniu Moose i Alisha Edwards wyrzekli się obecnego pasa mistrzowskiego dywizji X ze względu na jego postrzeganą "brzydotę" i obiecali zadebiutować nowym pasem na Genesis.

### Josh Alexander vs. Mike Santana
Josh Alexander i Mike Santana rywalizowali w four-way matchu o miano pretendenta do TNA World Championship podczas Final Resolution, podczas którego Alexander przywiązał Santanę do barierki, uniemożliwiając mu dalszą akcję. Trzy tygodnie później na Impact! Santana był na ringu, gdy spoglądał wstecz na tę walkę, do którego The Northern Armory (Alexander, Judas Icarus i Travis Williams) przerwali, by zrugać Santanę za jego niedociągnięcia po odejściu z TNA. Santana odparł, mówiąc, że sukces Alexandra był spowodowany podlizywaniem się kierownictwu. Doprowadziło to do gauntlet matchu w następnym tygodniu między Santaną a wszystkimi trzema członkami The Northern Armory, który Santana wygrał przez dyskwalifikację, gdy stajnia pobiła go, gdy dotarł do Alexandra. TNA ogłosiło walkę między Alexandrem a Santaną ustawioną na Genesis. W następnym odcinku The Northern Armory wyszli, aby ogłosić, że walka Alexandra z Santaną nie odbędzie się z powodu ataku, którego dopuścili się na tym ostatnim w poprzednim tygodniu. Jednak Santana szybko przerwał trio, aby nie tylko potwierdzić, że walka się odbędzie, ale także rzucił wyzwanie Alexandrowi, aby zrobić walkę „I Quit” matchem na Genesis, który Alexander zaakceptował.

### Jordynne Grace vs. Tessa Blanchard
Na Final Resolution, Tessa Blanchard powróciła do TNA po prawie czterech latach, atakując Jordynne Grace podczas jej walki z Rosemary. Zapytana o swoje działania wkrótce potem przez reporterkę zza kulis Gię Miller, Blanchard oświadczyła, że wróciła, aby przypomnieć ludziom, że to ona była powodem sukcesu dywizji Knockouts, a nie ludzie tacy jak Grace. Blanchard pojawiła się ponownie w odcinku Impact! z 2 stycznia, ponownie atakując Grace po ten-woman tag team matchu. Następnie pociągnęła Grace za bagaż i wyrzuciła ją z areny, mówiąc jej, by wyniosła się z "jej" dywizji. W następnym tygodniu Grace wezwała Blanchard, by spotkała się z nią na ringu, co zrobiła później tej nocy, co doprowadziło do dzikiej bójki. TNA ogłosiło wtedy, że podczas przerwy reklamowej Santino Marella ogłosił, że Grace i Blanchard zmierzą się na Genesis, w pierwszej walce w TNA Blanchard od prawie czterech lat.

## Wyniki walk
| Nr                                                                   | Wyniki | Stypulacje                                                                                       | Czas  |
| -------------------------------------------------------------------- | --- | ------------------------------------------------------------------------------------------------ | ----- |
| 1P                                                                   | Jake Something pokonał Ashante „Thee” Adonisa poprzez pinfall                                                                     | Singles match                                                                                    | 3:55  |
| 2P                                                                   | Frankie Kazarian pokonał Leona Slatera poprzez pinfall                                                                            | Singles match                                                                                    | 9:10  |
| 3                                                                    | Moose (c) (z Alishą Edwards i JDC) pokonał Ace’a Austina poprzez pinfall                                                          | Singles match o TNA X Division Championship                                                      | 14:45 |
| 4                                                                    | Eric Young i Steve Maclin pokonali The System (Eddiego Edwardsa i Briana Myersa) (z Alishą Edwards) poprzez pinfall               | Tag team match                                                                                   | 7:30  |
| 5                                                                    | Spitfire (Jody Threat i Dani Luna) (c) pokonały Ash by Elegance i Heather by Elegance (z The Personal Conciergem) poprzez pinfall | Tag team match o TNA Knockouts World Tag Team Championship                                       | 9:35  |
| 6                                                                    | Tessa Blanchard pokonała Jordynne Grace poprzez pinfall                                                                           | Singles match                                                                                    | 20:15 |
| 7                                                                    | Mike Santana pokonał Josha Alexandera                                                                                             | „I Quit” match The Northern Armory (Judas Icarus i Travis Williams) byli wyrzuceni z ringside’u. | 23:15 |
| 8                                                                    | The Hardys (Jeff Hardy i Matt Hardy) (c) pokonali The Rascalz (Treya Miguela i Zachary’ego Wentza) poprzez pinfall                | Tag team match o TNA World Tag Team Championship                                                 | 14:00 |
| 9                                                                    | Masha Slamovich (c) pokonała Rosemary poprzez pinfall                                                                             | Clockwork Orange House of Fun match o TNA Knockouts World Championship                           | 14:05 |
| 10                                                                   | Joe Hendry pokonał Nica Nemetha (c) poprzez pinfall                                                                               | Singles match o TNA World Championship Ryan Nemeth był wyrzucony z ringside’u.                   | 19:10 |
| (c) – mistrz/mistrzyni przed walkąP – walka miała miejsce w pre-show | |                                                                                                  |       |